# Feiga Talman

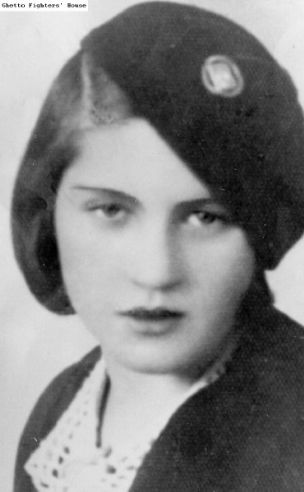
Feiga „Fela“ Talman

Feiga „Fela“ Talman (hebräisch פייגה „פלה“ טאלמן; geboren 1914 in Tomaszów Mazowiecki; gestorben im Juli 1944) war eine jüdische polnische Widerstandskämpferin und Untergrundaktivistin im Warschauer Ghetto. Sie war Soldatin der Jüdischen Kampforganisation (ŻOB) und kämpfte beim Aufstand im Warschauer Ghetto. Sie fiel im Partisanenkampf.

## Leben
Feiga Ora Simcha Felicia, kurz: „Fela“ Talman wurde 1914 in Tomaszów Mazowiecki in Polen geboren. Ihre Eltern waren Berisz Talman und Tauba, geborene Kampinska.
Über Feiga Talmans Jugend, ihren Beruf sowie ihr soziales oder politisches Engagement sind kaum Dokumente erhalten geblieben. Gesichert ist jedoch ihre Zugehörigkeit zur Jüdischen Kampforganisation (ŻOB), die sich zum Ziel gesetzt hatte, Widerstand gegen die deutschen Besatzer zu leisten, Deportationen zu verhindern und die jüdische Bevölkerung zu schützen.
Beim Aufstand im Warschauer Ghetto im April 1943 beteiligte sich Feiga Talman als Soldatin der Jüdischen Kampforganisation. Der bewaffnete Aufstand dauerte fast vier Wochen und wurde zum Symbol des jüdischen Widerstands gegen die Nationalsozialisten. Etwa 13.000 jüdische Menschen starben bei den Angriffen der SS und ihrer Hilfstruppen, und Zehntausende wurden anschließend in Vernichtungslager wie Treblinka und Majdanek deportiert.
Talman gehörte zu den wenigen Überlebenden. Sie floh in die Wälder und setzte dort ihren Kampf gegen die deutschen Truppen als Partisanin fort. Im Jahr 1944 fiel sie im Kampf.

## Gedenken
Für ihre Verdienste im Partisanenkampf gegen die deutsche Besatzung wurde Talman von der Volksrepublik Polen postum mit dem Orden des Grunwald-Kreuzes (polnisch: Order Krzyża Grunwaldu) 3. Klasse ausgezeichnet.